# Pehrforsskalia conopyga
Pehrforsskalia conopyga là một loài nhện trong họ Pholcidae. Loài này được phát hiện ở Yemen và châu Phi.